# Крутиков, Андрей Геннадьевич
Андрей Геннадьевич Крутиков (род. 12 июня 1961 года, Москва) — член Совета Федерации. Председатель Ярославской областной думы с 30 мая 2000 года по 2 марта 2008 года.

## Биография
Родился 12 июня 1961 года в г. Москве. Родители - военные. 
Окончил Ярославский политехнический институт. 
В 1983 году принят на работу работать инженером на Ярославском шинном заводе, в подготовительном цехе № 2. Позднее перешел  на завод «Ярославрезинотехника», на котором путь от старшего инженера до главного технолога ОАО «Резинотехника». 
В 1995 году возглавил ОАО «Ярославрезинотехника» в качестве генерального директора. 
В 2000 году избран депутатом Ярославской областной Думы III созыва по одномандатному избирательному округу в Заволжском районе Ярославля. Избран председателем Думы. 
С июня 2000 по ноябрь 2001 года по должности исполнял полномочия члена Совета Федерации Федерального Собрания Российской Федерации от Ярославской области.
В 2004 году избран депутатом Ярославской областной Думы iV созыва. Переизбран председателем Думы. 
2 марта 2008 года избран депутатом Ярославской областной Думы V созыва по списку Всероссийской Политической Партии "Единая Россия". Работал председателем постоянной комиссии (позднее - комитета)  по законодательству, вопросам государственной власти и местного самоуправления Ярославской областной Думы. 
В январе 2013 года выдвигал кандидатуру на пост председателя Думы. Не был поддержан на заседании фракции "Единая Россия", большинство голосов депутатов-единороссов получил Илья  Осипов.  
29 января 2013 года Андрей Крутиков избран заместителем Председателя Ярославской областной Думы.
В 2013 году избран депутатом Ярославской областной Думы VI созыва по одномандатному округу в Кировском районе Ярославля. Возглавил комитет по законодательству, вопросам государственной власти и местного самоуправления. 
3 апреля 2017 года исключен из фракции "Единая Россия". Вскоре после этого был снят с должности председателя комитета. 
С 2018 года - Заместитель руководителя Центра новых производственных технологий Ярославского государственного технического университета. 

## Награды
- Почётная грамота Совета Федерации[2].